# Seminarium Nauczycielskie w Braniewie
Seminarium Nauczycielskie w Braniewie – szkoła pedagogiczna w Braniewie, działająca i kształcąca nauczycieli w latach 1811–1926.

## Historia Seminarium Nauczycielskiego

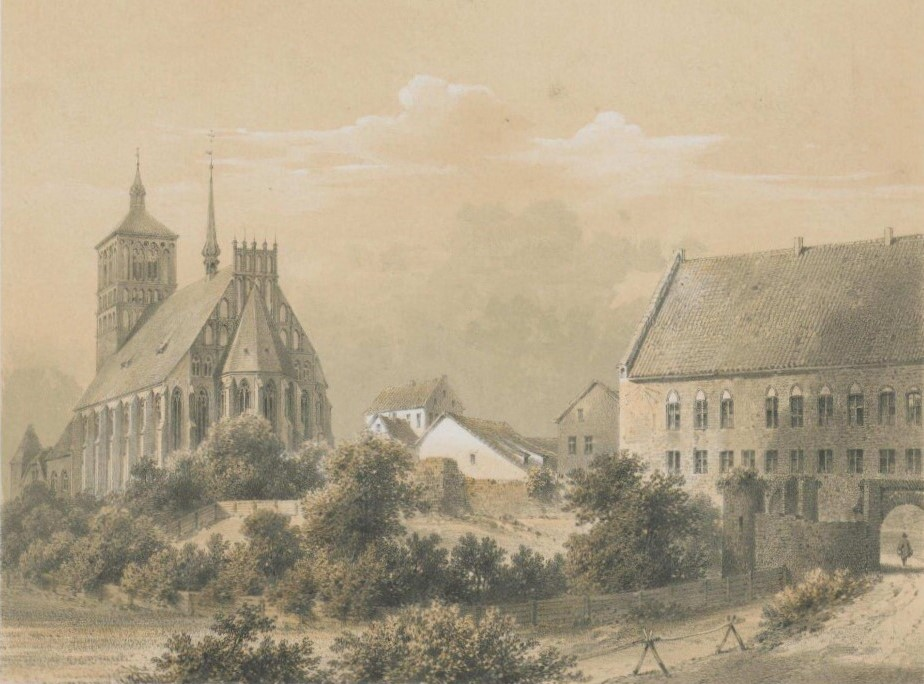
Seminarium przed przebudową na litografii Quasta, 1850

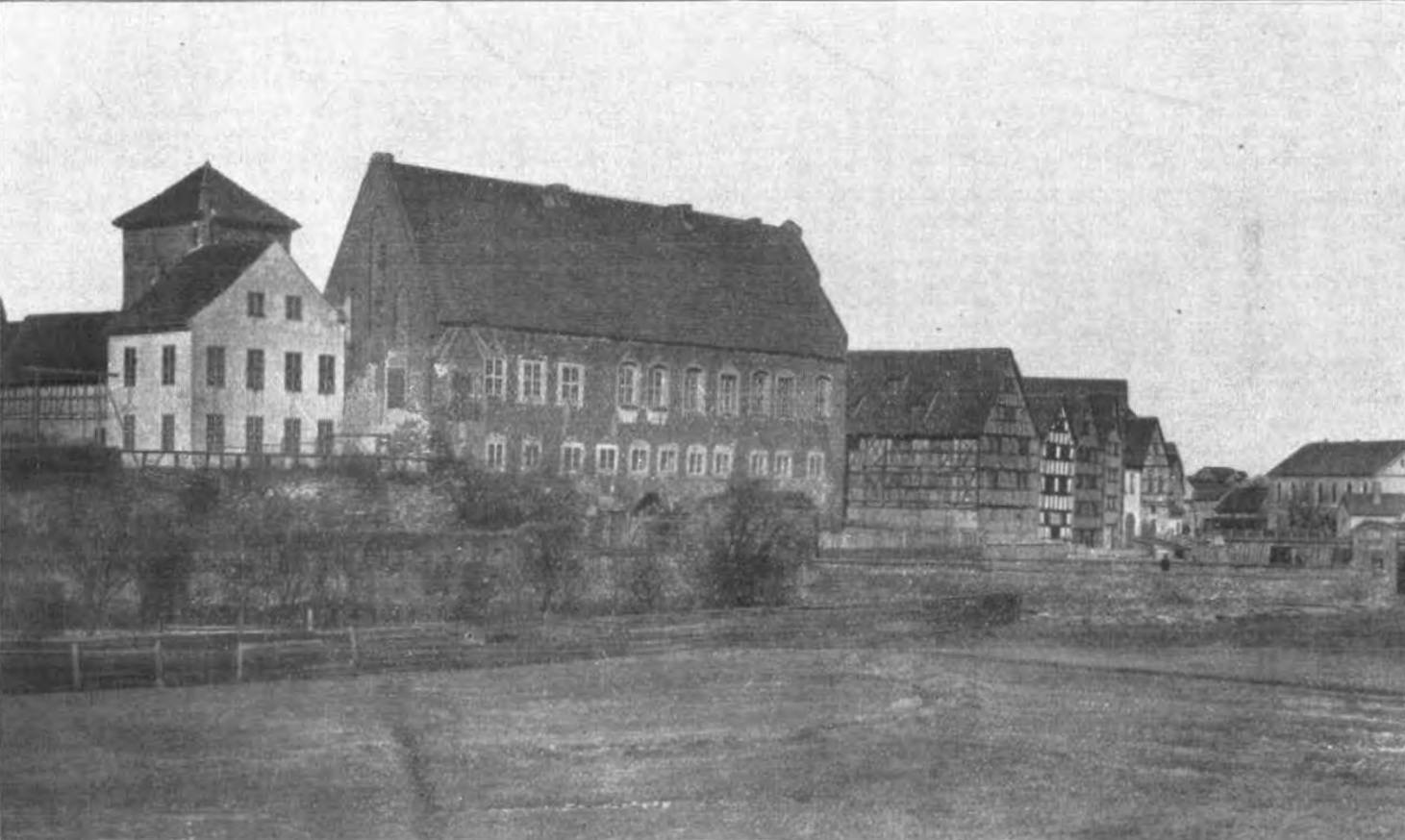
Szkoła przed rozbiórką w roku 1873

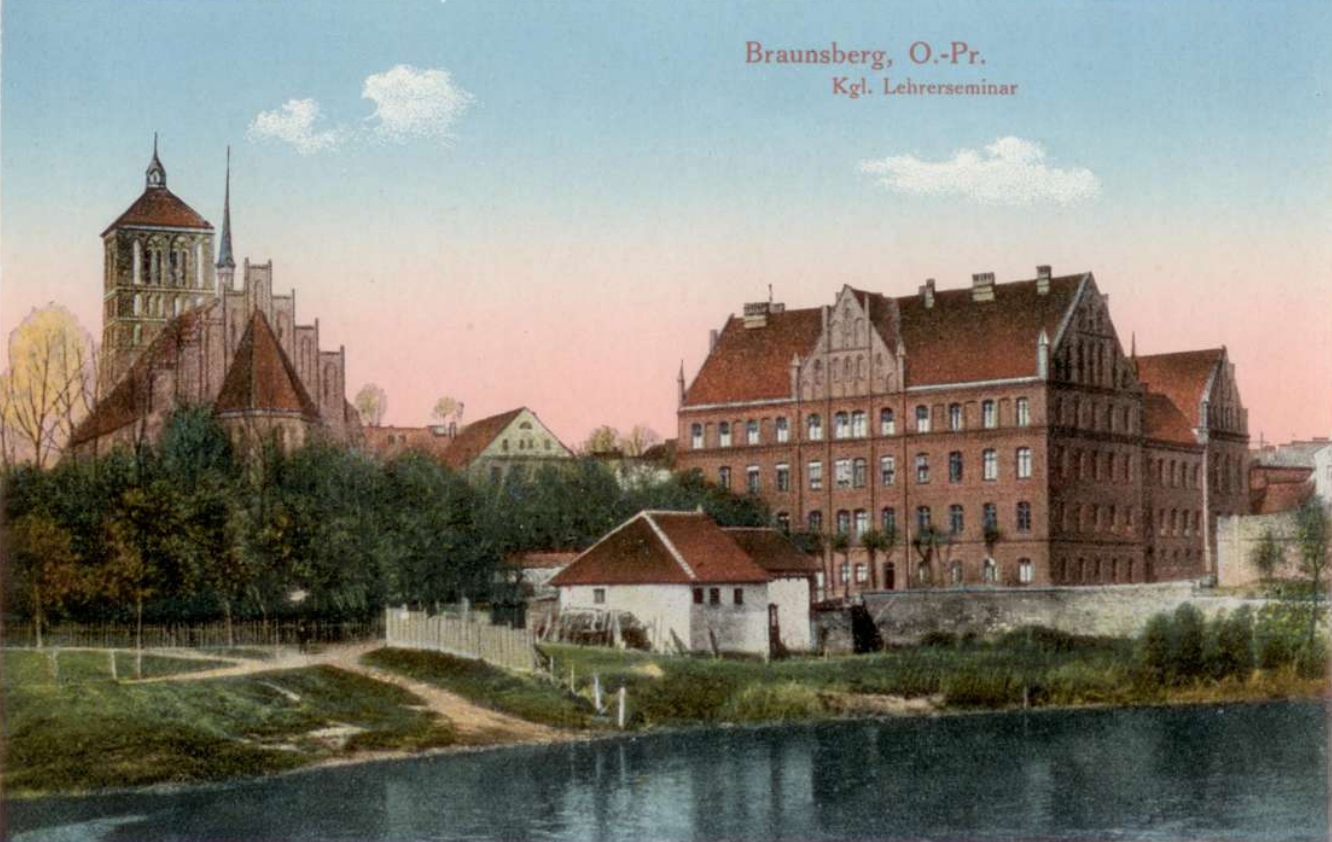
Budynek szkoły po przebudowie na przedwojennej widokówce

Seminarium Nauczycielskie w Braniewie zostało uroczyście otwarte 2 lipca 1811 roku. Władze pruskie przeznaczyły na ten cel obiekt najstarszego na Warmii XIII-wiecznego zamku biskupiego. Zajęcia szkolne się rozpoczęły w szkole dwa dni później, 4 lipca. W pierwszym roku naukę rozpoczęło 25 uczniów, potem ich liczba wzrosła kilkukrotnie. Kandydatów do szkoły dobierano w pierwszym okresie spośród wyróżniających się sierot w wieku zaledwie od 8 do 15 lat. Określenie szkoły w piśmie ministra z 5.01.1811 roku „i w ten sposób z dobrej szkoły elementarnej wyłoni się dobre seminarium” sugeruje, że instytut w pierwszym okresie funkcjonowania nie odbiegał znacznie poziomem od szkoły elementarnej.
Kuratorem szkoły został znany braniewski przedsiębiorca i mecenas edukacji Johann Oestreich, a pierwszym jej dyrektorem Kornelius Burgund. Szkoła miała charakter katolicki. W programie nauczania na pierwszym miejscu pozostała nauka religii. Ponadto nauczanie obejmowało czytanie, naukę kaligrafii, ortografię, fleksję, gramatykę, retorykę, rytmikę, rachunki, geometrię, plastykę, geografię, historię, przyrodę, łacinę, muzykę, śpiew, gimnastykę, ogrodnictwo, zajęcia domowe i kuchenne, krawiectwo. Program nauczania realizowany był w oparciu o koncepcje pedagogiczne uznanego szwajcarskiego pedagoga Pestalozziego (1746–1827).
W pierwszym okresie działania, w latach 1811–1825, szkoła funkcjonowała jako tzw. Instytut Kształcenia Nauczycieli Ludowych (Normalinstitut), od 1814 jako Königliche Erziehungsanstalt, a następnie w latach 1825–1926 szkoła przyjęła nazwę Seminarium Nauczycielskie (Lehrer-Seminar). W latach 1840–1878 istniał tu również oddział szkolny dla osób głuchoniemych (Taubstummenschule).
Po I wojnie światowej nastąpiły zmiany w systemie kształcenia nauczycieli w Republice Weimarskiej. Reformy w oświacie wymusiły zamykanie seminariów nauczycielskich, jako niewystarczających. Powstawały szkoły kończące się maturą (Staatliche Oberschule in Aufbauform, w skrócie Aufbauschule). Skutkiem reform w Seminarium Nauczycielskim w Braniewie od Wielkanocy 1922 roku została utworzona pierwsza klasa, licząca 16 uczniów, średniej szkoły zawodowej dla chłopców Aufbauschule, dającej zdolnym uczniom możliwość uzyskania matury. Szkoła stała się zatem drugim gimnazjum w mieście – od siedziby powszechnie nazywane Szkołą Zamkową (Staatliche Schloß-Schule). Do szkoły przyjmowano uczniów po 7 klasach szkoły podstawowej, nauka trwała sześć lat i kończyła się maturą. 13 marca 1926 zakończył naukę ostatni rocznik istniejącego przez ponad sto lat Seminarium Nauczycielskiego, szkoła została zlikwidowana. Na przestrzeni ponad stu lat działalności, tj. w okresie 1811–1926, uczelnia wykształciła łącznie 2354 nauczycieli. Po 1926 w obiektach funkcjonuje nadal średnia szkoła dla chłopców (Aufbauschule). W 1939 roku ją również rozwiązano, a uczniów i nauczycieli włączono do utworzonej w mieście w okresie III Rzeszy Szkoły im. Hermanna von Salza (było to dawne Gimnazjum Hosianum, przemianowane w 1936 na Hermann-von-Salza-Schule). Natomiast od wiosny 1939 roku do obiektów Szkoły Zamkowej przeniesiono z przyczyn ekonomicznych miejscowe liceum żeńskie o nazwie Elisabethschule.

## Historia i architektura budowli

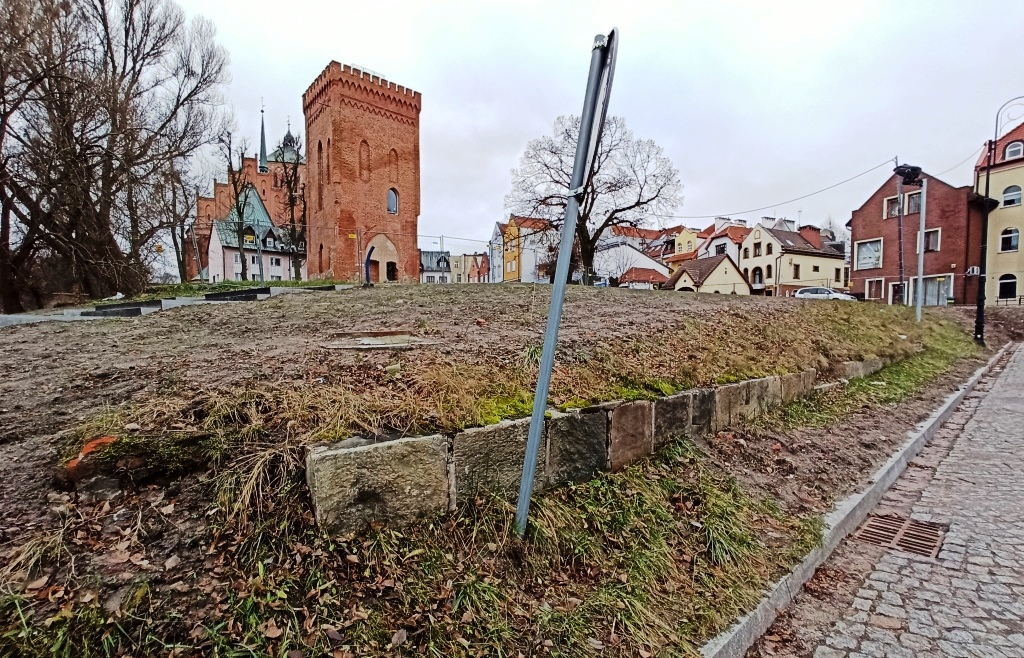
Fragment podmurówki, w tle wieża bramna – jedyne pozostałości po obiektach szkoły

Do 1340 roku murowany zamek w Braniewie był główną rezydencją biskupów warmińskich, a także siedzibą władz administracyjnych zarządzających domeną biskupią oraz komornictwem braniewskim. W 1340 roku biskup Herman z Pragi przeniósł siedzibę biskupa do Ornety. Następnie obiekt zmieniał lokatorów i właścicieli. Budowla wielokrotnie cierpiała w czasie toczonych na przestrzeni stuleci wojen, gdyż zamek położony przy murach miejskich spełniał również funkcje obronne.
Po przekazaniu w 1811 przez władze pruskie (Braniewo w 1772, tj. po pierwszym rozbiorze, znalazło się pod panowaniem pruskim) zamku biskupiego na szkołę, zaczęto dostosowywać obiekt do potrzeb edukacyjnych, m.in. przekuto w murach prostokątne otwory okienne. W 1865 cały teren dawnego zamku biskupiego włączono w granice administracyjne miasta, gdyż do tej pory stanowił on odrębną jednostkę administracyjną.
W 1873 dokonano rozbiórki znacznej części zamku, aby rozbudować budynki szkolne, m.in. zburzono górne kondygnacje budynku głównego, zabudowania gospodarcze i część fortyfikacji (murów) obronnych, wieżę bramną pozostawiono. W latach 1874–1876 na placu zamkowym wzniesiony został nowy okazały neogotycki gmach z nietynkowanej cegły, tzw. Szkoła Zamkowa. W szkolny budynek wkomponowano wówczas starą wieżę bramną, łącząc w ten sposób oba skrzydła, a zarazem udostępniając młodzieży dawną biskupią kaplicę. Nowy budynek ozdobiony został kilkoma szczytami z małymi sterczynami i blendami. Fasadę pomiędzy pierwszym a drugim piętrem rozdzielały zdobienia maswerkowe. Budowa szkoły trwała 2 lata, jej koszt wyniósł 300 tys. marek. Nowy budynek miał 36 m długości. Na parterze głównego skrzydła znajdowały się: kotłownia, jadalnia seminarzystów, kuchnia oraz spiżarnia. Na parterze były klasy szkolne, gabinet przyrodniczy, pokój nauczycielski i izba chorych. Na parterze skrzydła wschodniego była tzw. szkoła ćwiczeń (zakład dla głuchoniemych). Na pierwszym piętrze znajdowały się sale mieszkalne uczniów seminarium nauczycielskiego oraz aula z organami. Na drugim piętrze była wielka sypialnia na 80 łóżek, a w skrzydle wschodnim przeszklona klasa rysunków. W skrzydle zachodnim mieszkali wykładowcy – na pierwszym piętrze mieszkał dyrektor szkoły, a na drugim mieszkanie zajmował jeden z nauczycieli. XIII-wieczna wieża bramna wykorzystywana była jako klatka schodowa budynku szkoły. Po likwidacji Seminarium Nauczycielskiego w 1926 roku rozebrano część niepotrzebnych już obiektów szkoły.
W czasie II wojny światowej przestał istnieć budynek Szkoły Zamkowej, a zarazem najstarszy na Warmii XIII-wieczny zamku. W okresie luty–marzec 1945 roku front Armii Czerwonej przetoczył się przez Braniewo. Wskutek bombardowań lotnictwa oraz ostrzału artyleryjskiego budynki spłonęły, a następnie podupadły. Ten stan trwa do 1958 roku, kiedy to rozebrano pozostałości zamku biskupiego, zachowując jedyny obiekt – czworoboczną wieżę bramną, która to znajdowała się niegdyś pomiędzy zamkiem głównym i przedzamczem.